# Composietuitbreekkommetje
Het composietuitbreekkommetje (Pyrenopeziza adenostylidis) is een schimmel uit de familie Ploettnerulaceae. Het leeft saprotroof op stengels van Carduus/Cirsium.

## Verspreiding
In Nederland komt het composietuitbreekkommetje uiterst zeldzaam voor.